# Копа (Саркольский сельский округ)
Копа (каз. Қопа) — село в Темирском районе Актюбинской области Казахстана. Входит в состав Саркольского сельского округа. Код КАТО — 155642400.

## Население
В 1989 году население села составляло 430 человек. Национальный состав: казахи. В 1999 году население села составляло 369 человек (183 мужчины и 186 женщин). По данным переписи 2009 года, в селе проживало 297 человек (153 мужчины и 144 женщины). По данным переписи 2021 года, в селе проживало 228 человек (117 мужчин и 111 женщин).
| Численность населения | Численность населения | Численность населения | Численность населения |
| 1989                  | 1999                  | 2009                  | 2021                  |
| --------------------- | --------------------- | --------------------- | --------------------- |
| 430                   | ↘369                  | ↘297                  | ↘228                  |